# Суходрев, Михаил Лазаревич
Михаи́л Ла́заревич Суходре́в (Суходрёв) (1903 — 1983) — советский разведчик-нелегал, полковник. Отец переводчика В. М. Суходрева.

## Биография
Родился в еврейской семье. С октября 1923 на службе в РККА. С 1940 находился в специальной командировке в США, где добывал ценную для ставки Верховного главнокомандующего информацию военно-технического и другого характера. В Соединённых Штатах работал вместе с Ж. А. Ковалем по атомной проблематике. В середине 1940-х их деятельность курировал главный резидент в Нью-Йоркской резидентуре П. П. Мелкишев. По возвращении в Советский Союз оба уволены из ГРУ ГШ Советской армии. на фоне происходящих процессов в стране (борьба с космополитизмом, дело ЕАК). 26 марта 1953 вышел в отставку.

### Личная жизнь
Жена — Евгения Александровна (1906—1998), познакомились в Ленинграде, будучи на комсомольской работе. Работала в торговом представительстве народного комиссариата внешней торговли СССР. В 1932 в Каунасе у них родился сын.
Сын — Виктор Суходрев (1932—2014), советский и российский дипломат и переводчик.

### Звания
- майор административной службы;
- подполковник административной службы;
- полковник.

### Награды
- два ордена Красной Звезды (1944, 1947);
- орден Красного Знамени (1950);
- орден Ленина (1951).[2]